# 金伍德鎮區 (新澤西州)
金伍德鎮區（英語：Kingwood Township）是位於美國新澤西州亨特登縣的一個鎮區。

## 地方資料
金伍德鎮區的面積為92.24平方千米，當中陸地面積為90.66平方千米，而水域面積為1.58平方千米。根據2020年美國人口普查的數據，當地共有人口3802人，而人口密度為每平方千米41.22人。